# Giovanny Espinoza
Giovanny Patricio Espinoza Pavón (manchmal auch Geovanny, Geovani oder Giovanni und Pabón geschrieben; * 12. April 1977 in Chalguayacu) ist ein ehemaliger ecuadorianischer Fußballspieler. Sein Spitzname lautet La Sombra Espinoza (Der Schatten Espinoza), da er von gegnerischen Stürmern kaum abzuschütteln ist.

## Karriere

### Verein
Espinoza begann seine Karriere 1994 bei SD Aucas in Quito, für die er 1999 sein Erstligadebüt gab. Im Sommer 2001 wechselte er zu CF Monterrey nach Mexiko, kehrte aber 2002 zurück zu Aucas. Zwischen Februar 2003 und Dezember 2006 spielte er bei LDU Quito in Ecuador. Mit seiner Mannschaft gewann er die ecuadorianische Meisterschaft 2003 und 2005 (Apertura) und erreichte 2006 das Viertelfinale der Copa Libertadores. Am 20. Dezember 2006 wurde gegen ihn eine Sperre von zwei Monaten für Meisterschafts- und Länderspiele verhängt, nachdem er aktiv an einer Schlägerei zwischen Spielern von Liga de Quito und Barcelona SC Guayaquil im Anschluss an das letzte Saisonspiel wenige Tage zuvor teilgenommen hatte. Er wechselte Ende Januar 2007 zu Vitesse Arnheim in die Niederlande, wo er Mitte Februar erstmals eingesetzt wurde. Im Januar 2008 wechselte er zu Cruzeiro EC, da Vitesse aufgrund finanzieller Schwierigkeiten seinen Kader verkleinern musste. Ein Jahr später wurde er von Barcelona SC in seinem Heimatland verpflichtet. Im Juli 2009 wechselte er wie sein Landsmann Cristian Benítez zu Birmingham City in die englische Premier League.

### Nationalmannschaft
Sein Debüt in der Nationalmannschaft gab Espinoza am 25. Juni 2000 bei einem Freundschaftsspiel gegen Panama, das 5:0 gewonnen wurde. Bis zum 28. März 2009 absolvierte er 87 Länderspiele, in denen er zwei Tore erzielte. Er wurde von Trainer Luis Fernando Suárez für die Weltmeisterschaft 2006 nominiert und bestritt alle vier Partien seiner Mannschaft. Espinoza nahm bereits an der WM 2002 teil, wurde jedoch seinerzeit von Trainer Hernán Darío Gómez nicht eingesetzt. Außerdem nahm er an den Turnieren um die Copa América 2001, 2004 und 2007 teil. 
| Personendaten    | Personendaten                     |
| ---------------- | --------------------------------- |
| NAME             | Espinoza, Giovanny                |
| ALTERNATIVNAMEN  | Espinoza Pavón, Giovanny Patricio |
| KURZBESCHREIBUNG | ecuadorianischer Fußballspieler   |
| GEBURTSDATUM     | 12. April 1977                    |
| GEBURTSORT       | Chalguayacu, Ecuador              |